# Munakata Taisha

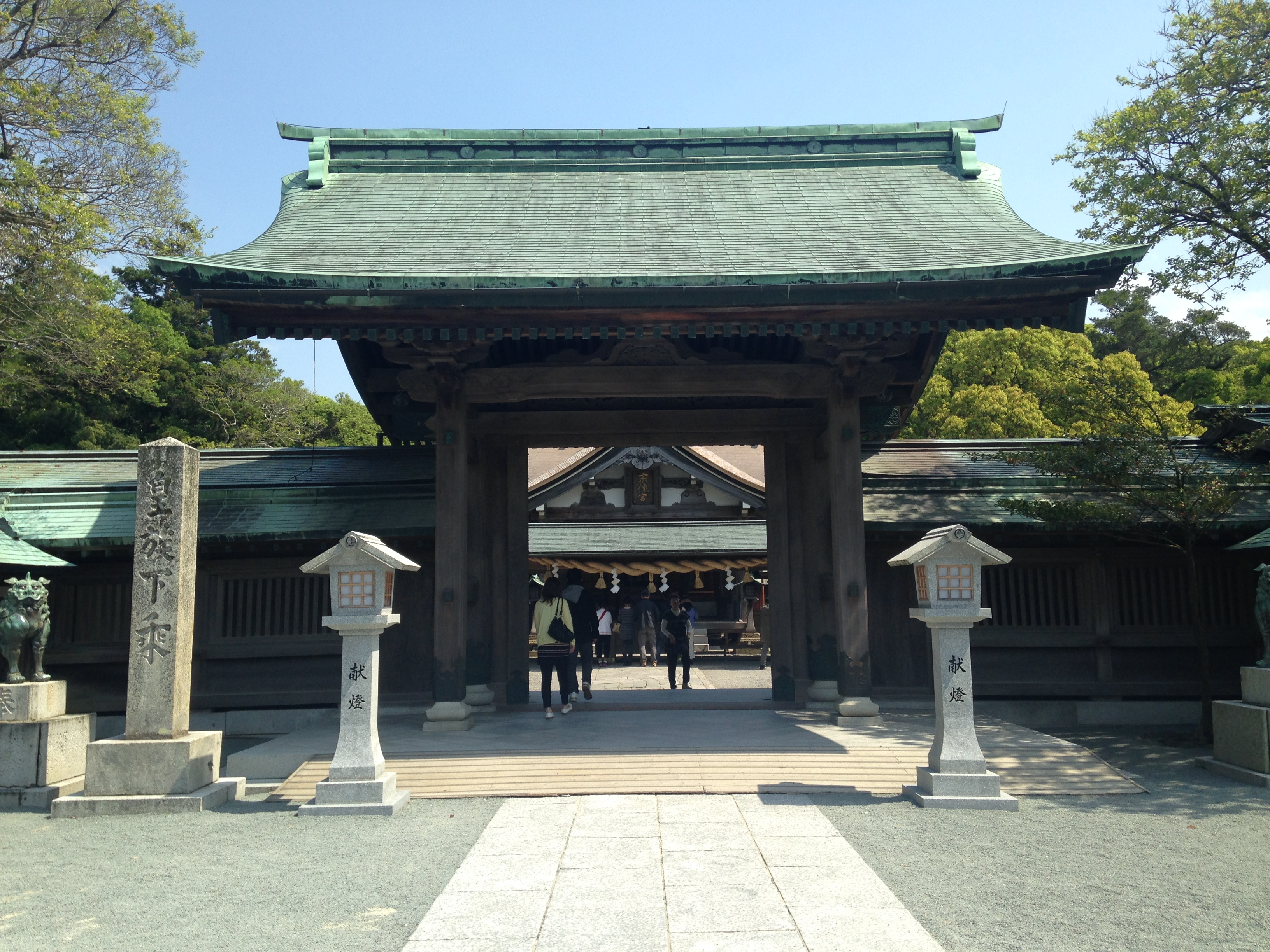
Cancello di Hetsu-no-miya

Il Santuario di Munakata (宗像大社?, Munakata-taisha) è un gruppo di tre santuari shintoisti situati a Munakata, nella prefettura di Fukuoka, in Giappone. Sebbene il nome Munakata-taisha si riferisca a tutti e tre i santuari - Hetsu-gū, Nakatsu-gū e Okitsu-gū - è comunemente usato per riferirsi al solo Hetsu-gū. Ci sono oltre 7.000 filiali del santuario in tutto il Giappone. Come riportato nel Nihon shoki, il secondo libro più antico del Giappone, i santuari sono dedicati alle tre dee Munakata (宗像三女神, Munakata-sanjojin).

## Mitologia e tradizioni
Nei santuari sono adorate le tre dee Munakata: Ichikishima Hime-no-Kami, Tagitsu Hime-no-Kami e Tagori Hime-no-Kami. Nel Kojiki e nel Nihon shoki si racconta come Susanoo chiese di vedere sua sorella Amaterasu (ritenuta antenata della famiglia imperiale) per l'ultima volta prima di essere espulso dal cielo. Per dimostrare che non le avrebbe fatto del male, invitò sua sorella a partorire insieme gli dei. Per fare questo, diede ad Amaterasu la sua spada, lei la spezzò in tre pezzi, la masticò e ne apparvero tre figlie. Secondo un'altra versione, le dee furono create dalla stessa Amaterasu dalle tre spade che indossava. Questi tre kami sono adorati almeno dal 4º secolo. Poiché Susanoo è associato al mare, le sue figlie sono adorate anche dai marittimi.
Fino ad oggi le isole su cui sorge il tempio sono considerate riservate. I credenti nella quantità di 200 persone, e solo uomini, sono ammessi a loro una volta all'anno, il 27 maggio. Per le donne è in vigore il nyonin kinsei, cioè il divieto di accesso all'isola, mentre gli uomini prima di mettere piede sull'isola, devono sottoporsi a riti rituali di purificazione.

## Storia
Molto probabilmente, presso il sito degli attuali santuari, erano venerate divinità locali della tessitura, simbolo dell'ordine mondiale. La costa nord-occidentale del Kyūshū ha svolto a lungo un ruolo importante nei contatti marittimi con la terraferma e nel V-VIII secolo la rotta principale verso la Corea passava attraverso le isole di Oshima e Okinoshima. Secondo gli scavi archeologici, questi luoghi erano considerati sacri già nel periodo Jōmon. Con l'espansione dei traffici marittimi, le divinità locali cominciarono ad essere considerate le guardiane dei marinai e dei viaggiatori.
Munakata Taisha è anche la patria di molti tesori giapponesi. L'honden (edificio principale) e l'haiden (sala di preghiera principale) di Hetsu-gū sono entrambi designati come beni culturali importanti del Giappone e il sito stesso è un sito storico del Giappone. Lo Shinpō-kan (神寶館), la stanza del tesoro del santuario situata all'angolo sud-ovest della località di Hetsu-gū, ospita molte importanti reliquie tra cui sei tesori nazionali del Giappone. Più di 120.000 oggetti conservati nella Shinpō-kan sono stati portati alla luce sull'isola di Okinoshima.
Il santuario è già menzionato nell'Engishiki come taisha. Dopo la Restaurazione Meiji, il santuario ricevette lo status di kokuhei chusha, ma nel 1899 fu ufficialmente classificato come kampei taisha (官幣大社, grandi templi imperiali) il primo grado nel sistema moderno di classificazione dei santuari shintoisti.

## Tre santuari

Mappa dei tre templi

Tutti e tre i santuari si trovano nella prefettura di Fukuoka, ma si trovano tutti su isole separate. Il santuario principale, Hetsu-gū, si trova sulla terraferma del Kyūshū. Nakatsu-gū è stata fondata ai piedi del monte Mitake sull'isola di Oshima al largo della costa occidentale del Kyūshū. L'ultimo santuario, Okitsu-gū, si trova sull'isola di Okinoshima, situata nel mezzo del Mare di Genkai, ed occupa l'intera isola. Alle donne è vietato l'accesso all'isola (nyonin kinsei) e gli uomini devono eseguire una cerimonia di purificazione prima di sbarcare.
Nel 2009 i tre santuari sono stati presentati per una futura iscrizione nella lista del Patrimonio dell'umanità dell'UNESCO come parte della nomina dell'isola sacra di Okinoshima e siti associati della regione di Munakata.
A luglio 2017 l'isola giapponese di Okinoshima ha ottenuto lo status di patrimonio mondiale dell'UNESCO.
- Hetsu-gū (辺津宮), Ichikishima-hime-no-Kami (市杵島姫神), Kyūshū, 33°29′43.08″N 130°18′18″E
- Nakatsu-gū (中津宮), Tagitsu-hime-no-Kami (湍津姫神), Oshima, 33°32′05.64″N 130°15′20.16″E
- Okitsu-gū (沖津宮), Tagori-hime-no-Kami (田心姫神), Okinoshima, 34°08′35.88″N 130°36′50.4″E

### Galleria d'immagini

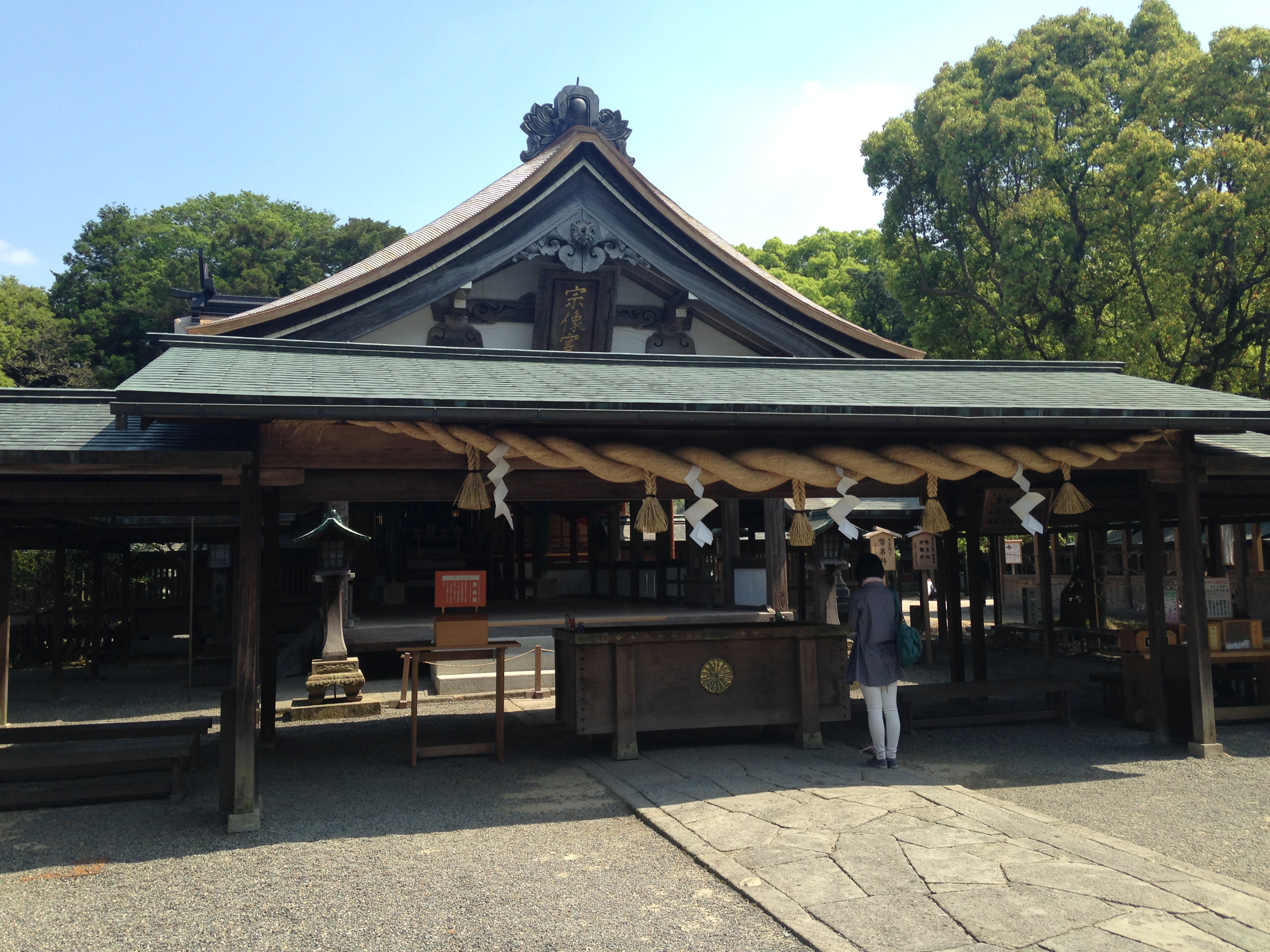
Hetsu-no-miya Haiden
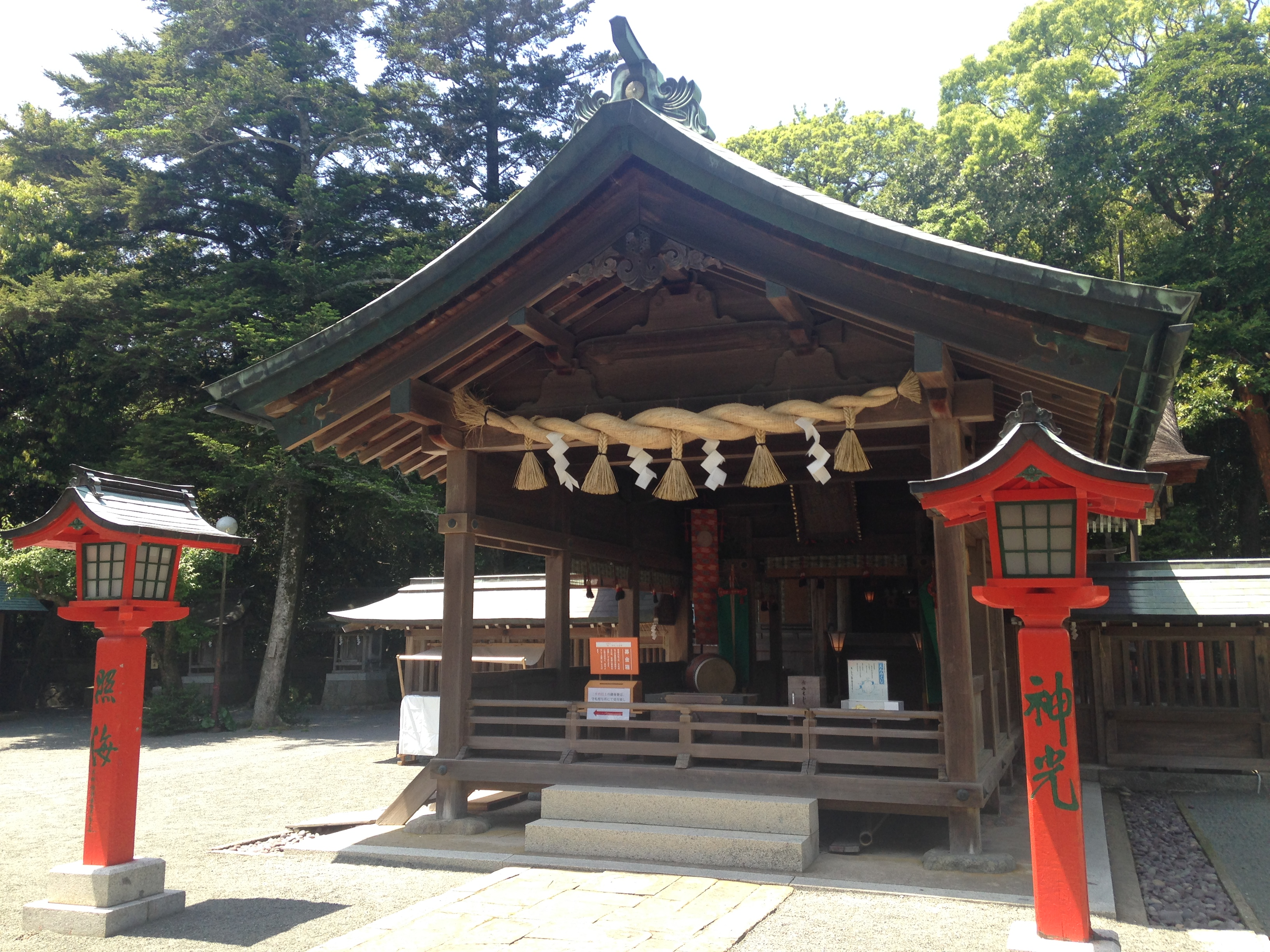
Nakatsu-miya Haiden
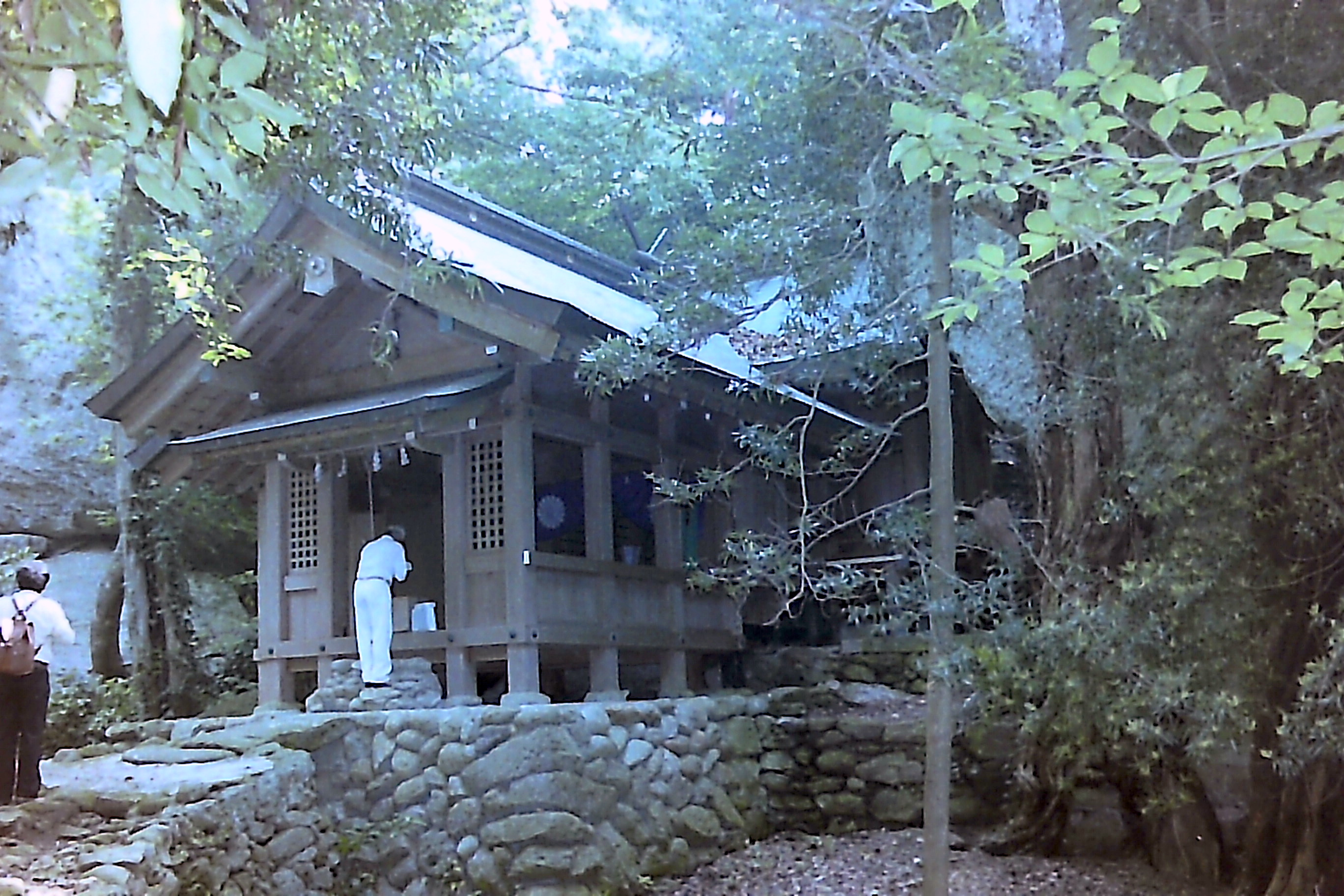
Okitsu-miya Haiden

## Architettura
L'honden del tempio Hetsu-miya e il suo sando hanno un orientamento insolito: a nord-ovest, dove si trovano gli altri due templi e dove si trova il percorso verso la terraferma. Dopo l'incendio degli edifici precedenti nel 1557, nel 1578 e nel 1590 furono costruiti gli attuali honden e haiden. L'honden è costruito in stile nagare-zukuri, con un tetto in corteccia di cipresso e ha un chigi e cinque katsuogi. Un haiden di tipo aperto, si erge perpendicolare all'honden, i cui tetti quasi si toccano. Sul territorio del santuario, non lontano dall'honden, si trovano anche i templi Teininomiya e Teisannomiya, portati qui dal Santuario di Ise dopo una sua regolare ricostruzione (sengu). Sono un esempio del puro stile shinmei-zukuri.
Il Santuario Nakatsu-miya assomiglia a Hetsu-miya, ma molto più piccolo e non così luminoso. Il tempio sorge ai piedi del monte Mitake, accanto ad esso inizia il fiume Amanogawa ("fiume celeste").
Il santuario di Okitsu-miya si trova all'estremità meridionale di Okinoshima, vicino a un piccolo molo. Si trova sul fianco di una montagna e vi conducono scale ripide e sentieri tortuosi. Gli edifici ricordano gli altri due templi, ma ancora più piccoli, i tetti sono ricoperti di rame.